# Château des Tours (Haute-Savoie)
Pour les articles homonymes, voir Château des Tours.
Le château des Tours est une ancienne forteresse du début du XVe siècle en ruine au XVIIIe siècle, sur laquelle a été rebâtie une demeure de maître dite château Blanc, en 1865, par l'avocat Pierre Blanc, qui se dresse sur la commune d'Ayse dans le département de la Haute-Savoie, en région Auvergne-Rhône-Alpes.

## Situation
Le château des Tours est situé dans le département français de la Haute-Savoie sur la commune d'Ayse, sur une colline à 530 m, dans l'ancienne province du Faucigny. Le château domine ainsi la ville de Bonneville et la vallée de l'Arve.

## Historique
L'histoire du château des Tours recouvre deux périodes, celle d'une ancienne forteresse et celle d'un château plus récent, édifié au XIXe siècle,.

### Forteresse médiévale
L'ancien château-fort remonterait à la fin du XIIIe siècle ou au début du XIVe siècle. Il devient au XIVe siècle la propriété d'une branche cadette de la famille de Montvuagnard, famille qui possède des terres tant dans le Genevois voisin qu'en Dauphiné. Robert de Montvuagnard est alors bailli du Faucigny (en 1329) et son fils Hugonin est désigné comme seigneur des Tours lors de son mariage avec Alix d'Oron en 1341. Leur petit-fils Robert III devient conseiller du comte Amédée VIII de Savoie et président de la Chambre des Comptes en 1433,. La famille de Montvuagnard hérite des biens de la famille de Boëge à la suite d'un mariage en 1462.
En 1570, le château est vendu par la famille de Montvuagnard à Pierre de Rochette. Il est ensuite récupéré par la famille de Montvuagnard, qui l'abandonne cependant lors de la guerre de 1589. En effet à cette période, les tensions entre le duc de Savoie, le roi de France et les cantons suisses sont nombreuses. Durant l'été 1589, des mercenaires de Genève et de Berne, sous les ordres du français Sancy, homme du roi Henri III de France, envahissent le duché de Savoie, invasion au cours de laquelle le château est, semble-t-il, détruit.
Le fief est toutefois maintenu et le château est reconstruit par la famille de Montvuagnard, qui le possède jusqu'au début du XVIIIe siècle où ils le perdent dans des circonstances mal connues. Il entre à nouveau dans le giron de la famille de Rochette. En 1730, il est inhabitable et ruiné en 1793.
À la Révolution française, le château est confisqué à Jean-Marie de Rochette, lieutenant au régiment de Genevois.

### Renaissance du château
En 1865, l'avocat savoyard, ancien député au Parlement du royaume de Sardaigne et député de la Troisième République, Pierre Blanc entreprend la construction de son château sur les fondations de l'ancien,. Son fils, Angel Blanc, qui sera sous-préfet de Bonneville, hérite de la demeure. Le château actuel doit son nom de château Blanc à cette famille.
À la veille de la Première Guerre mondiale, l'avocat Alfred Bard de Coutance, originaire de Bonneville l'achète. Il décède au cours du conflit.

## Description

### Ancienne forteresse
La construction actuelle fait suite à l'ancien château de la fin du XIIIe siècle ou du début du XIVe siècle.
La description de l'ancienne forteresse est citée dans le Theatrum Statuum Sabaudiæ d'après un document de 1658. L'ancien château comprenait un corps de logis allongé d'est en ouest, avec à l'ouest une tour carrée de deux étages qui renfermait la grande salle ainsi que la chambre rouge, tous deux avec de nombreuses ouvertures. À la partie sud-est du logis était juxtaposée une tourelle. À l'arrière du corps central, au nord, une tour plus haute était construite mais moins large que celle située à l'ouest. Une chapelle venait complétée l'ensemble. Le tout reposait sur une terrasse avec enceinte et des tours semi-circulaires.

### Maison de maître

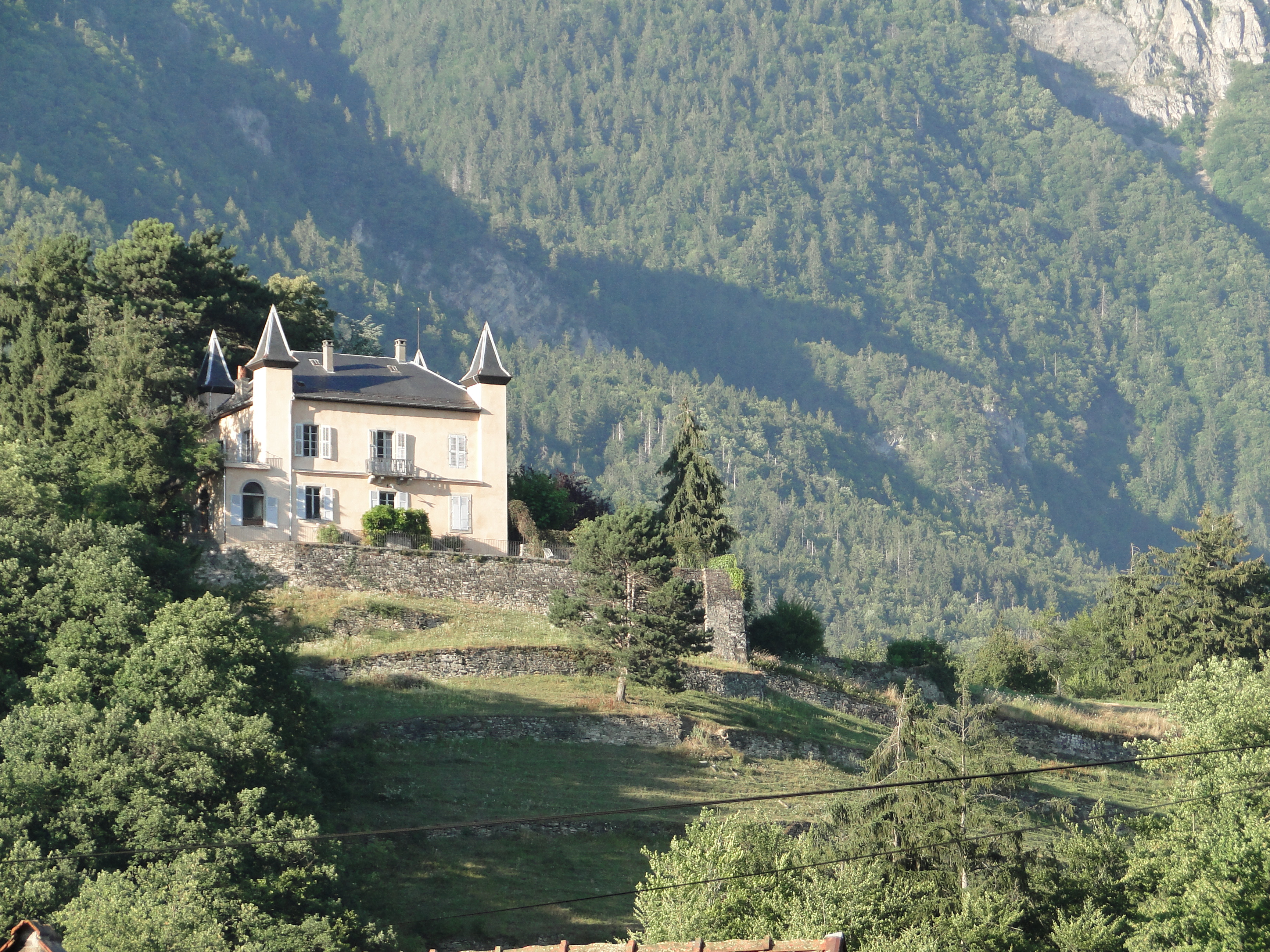
Vue oblique du château des Tours.

Le demeure, construite en 1865, sur les anciennes fondation du vieux châteaux, se présente aujourd'hui sous la forme d'un corps de logis quadrangulaire encadré à chaque angle d'une tourelle carrée.

## Châtellenie d'Ayse
Le château d'Ayse est le siège d'une châtellenie, dit aussi mandement (mandamentum), au sein de l'organisation comtale savoyarde. Le châtelain, devenu un « [officier], nommé pour une durée définie, révocable et amovible »,, est chargé de la gestion de la châtellenie en percevant les revenus fiscaux du domaine et en entretenant le château. Le châtelain est parfois aidé par un receveur des comptes, qui rédige « au net [...] le rapport annuellement rendu par le châtelain ou son lieutenant ».
Les archives départementales disposent de comptes de châtellenie de la période de 1309 à 1561, dans lesquels se trouvent les noms des châtelains d'Ayse, Ballon et Cluses pour le comte de Savoie.

### Fonds d'archives
- « SA - Comptes des chatellenies, des subsides, des revenus et des judicatures > Niveaux de description inférieurs > Ayse, Ballon et Cluses », sur le site des Archives départementales de la Savoie - enligne.savoie-archives.fr, p. 3 • [PDF] « Inventaire-Index des comptes de châtellenies et de subsides (conservés aux Archives départementales de la Savoie et de la Haute-Savoie) Série SA », Andrée Duperray, sous la direction de Philippe Paillard, directeur des Archives départementales de la Savoie, sur le site savoie-archives.fr p. 66-73